# Iguana verda
La iguana, iguana verda, iguana comuna o iguana vulgar (Iguana iguana) és una espècie de sauròpsid (rèptil) escatós de la família dels iguànids, de costums arborícoles propi d'Amèrica Central i de Sud-amèrica.

## Distribució geogràfica
La iguana verda viu des de Mèxic fins al nord de l'Argentina, sud del Brasil i de Paraguai, així com a les Illes del Carib i a Florida (on són salvatges).

## Característiques
Solen tenir una llargària d'uns 2 m de cap a cua i poden arribar a pesar fins a 10 kg. Recents descobriments han mostrat que les iguanes, així com altres espècies que es tenen com a mascotes, són, en realitat, verinoses. No obstant això, no en produeixen en quantitats suficients per a ser nociu per als humans. Algunes iguanes verdes tenen petites banyes al musell entre els ulls i els orificis nasals. Els naturalistes van arribar a separar en diferent subespècies a les iguanes amb banyes de les que no en tenen però, avui en dia, aquesta classificació es considera inexacta.

## Sexatge
És possible determinar el sexe d'una iguana verda examinant la part ventral de les potes del darrere. Els mascles desenvolupen molts porus femorals en aquesta àrea que segreguen essències (les femelles també en tenen però són d'una mida molt inferior a la dels mascles), i freqüentment estan coberts d'una substància cerosa. A més, les escates espinals que corren al llarg de la seva esquena són notablement més llargues i amples que les de les femelles. Els exemplars molt joves són quasi impossible de sexar.

## Comportament
Les iguanes verdes són diürnes i estrictament herbívores, alimentant-se de fulles, flors, fruites i brots (ocasionalment poden consumir insectes i altres petits animals, especialment quan són joves, però es creu que açò només passa en condicions d'estrès o de dificultat per aconseguir aliment). Se les troba vivint als arbres prop de l'aigua, a la que es llencen si se senten amenaçades. Són àgils escaladores, veloces corredores malgrat la seva aparença maldestra i poden caure des de 12 metres sense ferir-se mortalment (empren les ungles de les potes posteriors per a enganxar-se a fulles, branques, o qualsevol altra cosa i amortir així la caiguda). Donada la seva popularitat com a mascotes i com a menjar als països d'Amèrica Llatina, la iguana verda està inclosa a l'Apèndix II del CITES, el que ve a significar que és considerada com espècie amenaçada.
Quan un depredador les amenaça, les iguanes verdes intenten fugir, i si estan prop de l'aigua, es llencen i s'allunyen nedant. Si són arraconades per l'oponent, despleguen la papada de baix del coll, tensen i unflen el cos i balancegen el cap cap a l'agressor. També empren el balancejos de cap i el desplegament de la papada en diverses formes d'interacció social, com per exemple, per a saludar altres iguanes o per a festejar una possible parella sexual. El tipus, la freqüència, i la quantitat de balancejos del cap té significats específics. Les interaccions socials entre les iguanes sovint inclouen disputes per aconseguir els llocs idonis on escalfar-se al sol. Les iguanes necessiten rebre la llum del Sol per a mantenir-se sanes, ja que els rajos del Sol les proporcionen calor i llum ultraviolada UVA i UVB.

## Captivitat
Les iguanes verdes, sens dubte, són els rèptils més venuts al món. No obstant això, aquests animals requereixen una cura adequada durant tota la seva vida, i molts moren dins d'uns pocs anys després de ser adquirits.
Recentment s'ha identificat un augment del comerç il·legal, i s'ha proposat una prohibició del comerç de transport dins i fora de les Illes Menors Antilles.
Les iguanes verdes només prosperen a temperatures des de 79 ° F (26 ° C) fins a 95 ° F (35 ° C) i han de tenir fonts adequades de llum UVB i UVA, d'altra manera el seu cos no pot produir vitamina D, la qual és essencial per a l'absorció de calci, cosa que pot conduir a una malaltia metabòlica dels ossos que pot ser mortal.En algunes regions (com Nova York i Hawaii), les iguanes són considerades mascotes exòtiques, i la seva possessió està prohibida.